# Bingkawan
Bingkawan is een bestuurslaag in het regentschap Deli Serdang van de provincie Noord-Sumatra, Indonesië. Bingkawan telt 800 inwoners (volkstelling 2010).